# Born to Sing
Born to Sing е дебютният албум на американската група „Ен Воуг“, издаден през април 1990 година от Atlantic Records. Албумът достига 21-ва позиция в класацията „Билборд 200“ за албуми. Албумът е с общи продажби от 1 милион копия в САЩ и получава платинен статус.

## Списък с песните

### Стандартно издание
1. Party – 1:10
2. Strange – 4:39
3. Lies (с Debbie T.) – 4:16
4. Boogie Woogie Bugle Boy – 0:54
5. Hold On – 5:03
6. Part of Me – 5:58
7. You Don't Have to Worry – 3:47
8. Time Goes On – 5:05
9. Just Can't Stay Away – 5:10
10. Don't Go – 5:45
11. Luv Lines – 4:04
12. Waitin' on You – 5:08

### 30-годишно разширено издание
1. Hold On (разширена версия) – 5:15
2. Lies (The Extended Avant Garde Remix) – 5:55
3. You Don't Have to Worry (Club New Breed Remix) – 7:13
4. Don't Go (Radio Edit) – 3:54
5. Desperately (Foster & McElroy и „Ен Воуг“) – 4:45
6. You Don't Have to Worry (Lo Cal Mix) – 4:00
7. Lies (Kwame's Bone Age Remix) – 4:39
8. Hold On (Dub Version) – 3:56
9. Mover – 3:45